# (21301) Zanin
Pour les articles homonymes, voir Zanin.
(21301) Zanin est un astéroïde de la ceinture principale.

## Description
(21301) Zanin est un astéroïde de la ceinture principale. Il fut découvert le 22 novembre 1996 à Farra d'Isonzo par l'observatoire astronomique de Farra d'Isonzo. Il présente une orbite caractérisée par un demi-grand axe de 2,29 UA, une excentricité de 0,09 et une inclinaison de 5,4° par rapport à l'écliptique.

## Compléments